# Raster-Kelvin-Mikroskopie
Die Raster-Kelvin-Mikroskopie (oft KPFM oder KFM abgekürzt vom englischen Begriff Kelvin (Probe) Force Microscopy, manchmal auch SKPM – Scanning Kelvin Probe Microscopy) ist ein Verfahren zur Messung des lokal aufgelösten Oberflächenpotentials einer Probe. Entwickelt wurde die von der Rasterkraftmikroskopie (AFM) weiterentwickelte Messmethode durch Nonnenmacher, O’Boyle und Wickramasinghe in den 1990er Jahren. Neben klassischen materialwissenschaftlichen Fragestellungen wie z. B. im Bereich der Solarzellenentwicklung oder Korrosionsforschung wird KPFM inzwischen auch mehr und mehr im Bereich der Biologie angewendet.

## Messprinzip

Das Schema veranschaulicht die Kontaktpotentialdiffererenz als Differenz zwischen dem Ferminiveau der metallisch leitenden AFM-Spitze und dem Ferminiveau eines Halbleiters, der die Probe darstellt.

Für die Raster-Kelvin-Mikroskopie wird eine leitfähige AFM-Spitze benötigt. Häufig kommen hier mit Gold oder mit einer Platin-Iridium-Legierung beschichtete Spitzen zum Einsatz, es gibt aber auch mit Titan-Legierungen beschichtete Spitzen oder Spitzen aus dotiertem Diamant.
Generell wird beim KPFM-Verfahren im intermittierenden Kontakt (Tapping-Modus) gearbeitet, d. h. die Spitze wird mechanisch zum Schwingen bei ihrer Resonanzfrequenz (im kHz-Bereich) angeregt. Zudem wird eine Wechselspannung, die sich ebenfalls im kHz-Bereich befindet, an die Spitze angelegt. Im sog. Dual-Pass-Verfahren wird die Spitze zunächst über die Oberfläche bewegt, um die Topographie der Probe aufzunehmen. In einem zweiten Schritt wird die Spitze auf eine bestimmte Höhe oberhalb der Probe (meist 30–50 nm) bewegt und fährt die vorher aufgenommene Topographie noch einmal ab. Langreichweitige Interaktionen zwischen Spitze und Probenoberfläche können in dieser Distanz noch auftreten.
Für die Raster-Kelvin-Mikroskopie verfügen Rasterkraftmikroskope daher neben der Feedback-Schleife, die für die Steuerung der Messspitze notwendig ist, über eine zusätzliche zweite Feedback-Schleife, über die die Amplitude und Frequenz der angelegten Wechselspannung kontinuierlich gemessen und gleich gehalten wird. Die dafür angelegte Gleichspannung entspricht der Kontaktpotentialdifferenz ({\displaystyle \Delta \Phi _{KPD}}), also im Idealfall der Differenz des Ferminiveaus der Spitze (EF,Spitze) und der Probe (EF,Probe). Sie wird ausgelesen und als Oberflächenpotentialbild ausgegeben. Wenn man den Einfluss von adsorbierten Spezies und weiteren Oberflächeneffekten außer Acht lässt (bzw. durch entsprechende Probenpräparation und Messanordnung eliminiert) entspricht der gemessene Wert der lokalen Volta-Spannung der Probe.

## Auflösung und Fehlerquellen
Da die Spitze durch die leitfähige Beschichtung etwas dicker ist als eine typische AFM-Messspitze (Durchmesser ist meist im Bereich 50 nm im Vergleich zu ca. 10–15 nm für unbeschichtete Spitzen), ist die Auflösung der Messung bei der Topographie typischerweise etwas geringer. Da die Messspitze während der Messung des Oberflächenpotentials oberhalb der Probe schwebt, interagiert nicht nur die äußerste Spitze, sondern die gesamte Spitze und unter Umständen auch im schwächeren Ausmaße der Federbalken mit der Probe. Dadurch ist die Auflösung des Oberflächenpotentialbilds immer etwas geringer als die Auflösung des Topographiebilds.
Theoretisch könnte man aus den bei der Raster-Kelvin-Mikroskopie gewonnenen Daten die lokale Austrittsarbeit der Probe berechnen. Allerdings ist dies nur mit besonders sauberen Proben im Hochvakuum möglich, da ansonsten adsorbierte Spezies wie z. B. Wasser auf der Probenoberfläche das Messergebnis beeinflussen.